# Akebono Point
Akebono Point är en udde i Antarktis. Den ligger i Östantarktis. Norge gör anspråk på området.
Terrängen inåt land är lite kuperad. Havet är nära Akebono Point åt nordväst. Trakten är obefolkad. Det finns inga samhällen i närheten. 